# Hypatium resplendens
Hypatium resplendens är en skalbaggsart som beskrevs av Lansberge 1886. Hypatium resplendens ingår i släktet Hypatium och familjen långhorningar. Inga underarter finns listade i Catalogue of Life.